# WALKING ON
「WALKING ON」（ウォーキング・オン）は、2011年2月9日に発売されたゴダイゴの26枚目のシングル。

## 解説
3年3ヶ月ぶりのシングル。
「WALKING ON」は日本テレビ『ぶらり途中下車の旅』第24代、「BACK IN TIME」は第25代テーマ曲。

## 収録曲
編曲：ミッキー吉野
1. WALKING ON
  - 作詞・作曲：ミッキー吉野
2. BACK IN TIME
  - 作詞：タケカワアイ、タケカワユキヒデ
  - 作曲：タケカワユキヒデ
3. WORLDS OF LIGHT
  - 作詞：トミー・スナイダー　作曲：タケカワユキヒデ

## 規格品番
- UPCH-80218